# محمد عناني (ممثل)
ممثل مصري (10 يناير 1940 - 6 أكتوبر 1998) بمحافظة بورسعيد.

تخرج من المعهد العالي للفنون المسرحية عام 1964، ويعتبر عضو بالمسرح القومي منذ الستينيات. تميز عبر مسيرته التمثيلية بأداء الأدوار المركبة، وبقدرته على تجسيد مشاعر التردد والقلق والحالات النفسية المعقدة. من أهم أعماله المسرحية (بلاد بره) و (بير السلم) و (ماكبث) و (إله رغم أنفه) و (العمر لحظة) و (القاعدة والاستثناء) و (أصحاب المعالي). من أبرز أعماله في السينما أفلام (مدرستي الحسناء) و (بلا رحمة) و (إنهم يسرقون عمري) و (من يدفع الثمن) و (لا تبكى يا حبيب العمر). كما عمل في التلفزيون في مسلسلات عديدة منها (انتقام امرأة) و (المجهول) و (القضبان) و (حسن ونعيمة) و (تزوج وابتسم للحياة) و (سور مجرى العيون) و (لعبة الحياة) و (حكاية أمل) و (السرايا).